# Шорово
Шо́рово (рос. Шорово, чув. Шорово) — присілок у Чувашії Російської Федерації, у складі Атнарського сільського поселення Красночетайського району.
Населення — 103 особи (2010; 132 в 2002, 161 в 1979, 260 в 1939, 420 в 1926, 325 в 1897, 238 в 1869). Національний склад — чуваші.
Національний склад (2002):
- чуваші — 99 %

## Історія
Заснований 1938 року. До 1962 року присілок входив до складу Шумерлинського, 1965 року переданий до складу Красночетайського району.